# Kašava
Kašava é uma comuna checa localizada na região de Zlín, distrito de Zlín.